# Le Grand-Celland
Le Grand-Celland is een gemeente in het Franse departement Manche (regio Normandië) en telt 493 inwoners (2004). De plaats maakt deel uit van het arrondissement Avranches.

## Geografie
De oppervlakte van Le Grand-Celland bedraagt 12,6 km², de bevolkingsdichtheid is 39,1 inwoners per km².
De onderstaande kaart toont de ligging van Le Grand-Celland met de belangrijkste infrastructuur en aangrenzende gemeenten.

## Demografie
Onderstaande figuur toont het verloop van het inwonertal (bron: INSEE-tellingen).

1. ↑  Populations de référence 2022.